# Décennie 1650 en architecture
| Années de l'architecture : 1647 - 1648 - 1649 - 1650 - 1651 - 1652 - 1653    |
| Décennies de l'architecture : 1620 - 1630 - 1640 - 1650 - 1660 - 1670 - 1680 |

Cet article présente les faits marquants de la décennie 1650 en architecture.

## Événements
- 22 avril 1650 : Ferdinand III ordonne la construction d'une colonne mariale à Prague ; érigée la même année par le sculpteur  Johann Georg Bendl, elle est consacrée le 13 juillet 1652. Elle est détruite en 1918[1].

- 1650 : Roland Fréart de Chambray publie Parallèle de l’architecture antique et de la moderne à Paris, manifeste du classicisme français[2].
- 1654 :  Louis Le Vau devient premier architecte du Roi de France[3].

## Réalisations
- 1651-1655 : l'ingénieur Memhardt, qui a réparé le palais princier de Berlin pour l'électeur Frédéric-Guillaume Ier de Brandebourg, effectue pour Louise-Henriette d'Orange la construction de la résidence (de) d'Oranienbourg et de ses jardins[4].
- 1651-1670 : construction de l'église des Servites de Vienne, bâtie sur un plan ovale par Carlo Martino Carlone[5].
- 1652-1657 : construction de l'église Sainte-Agnès en Agone située place Navone à Rome par Girolamo et Carlo Rainaldi, achevée après 1653 par Francesco Borromini[6].
- 1652-1710 : construction de la Ca' Pesaro, palais à Venise, sur des plans de Longhena, terminé par Antonio Gaspari après 1682[7].
- 1654-1676 : construction du château de Skokloster en Suède[8].
- 1655-1667 : sous le pontificat d’Alexandre VII, le Bernin réalise le reliquaire de la chaire de saint Pierre (1656-1666)[9], l’église Saint-André du Quirinal (1658-1671)[10] et l’aménagement du parvis de Saint-Pierre (1656-1667)[11].

- 1658 : Johann Gregor Memhardt commence la construction des fortifications de Berlin[12].
- 1658-1678 : construction de l'église Sant'Andrea al Quirinale par Le Bernin à Rome[13].

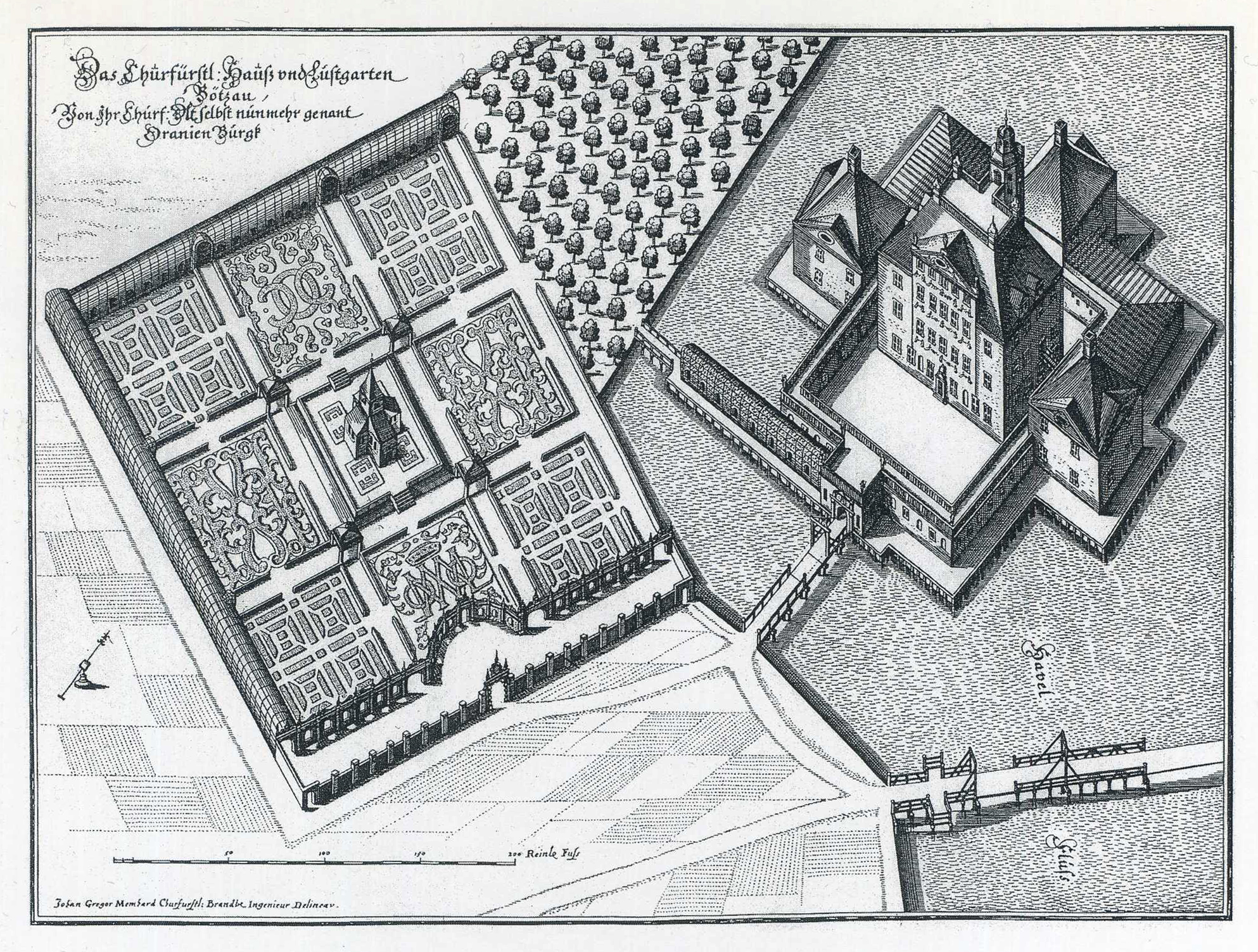
Le château d'Oranienbourg (de) et ses jardins, 1652.
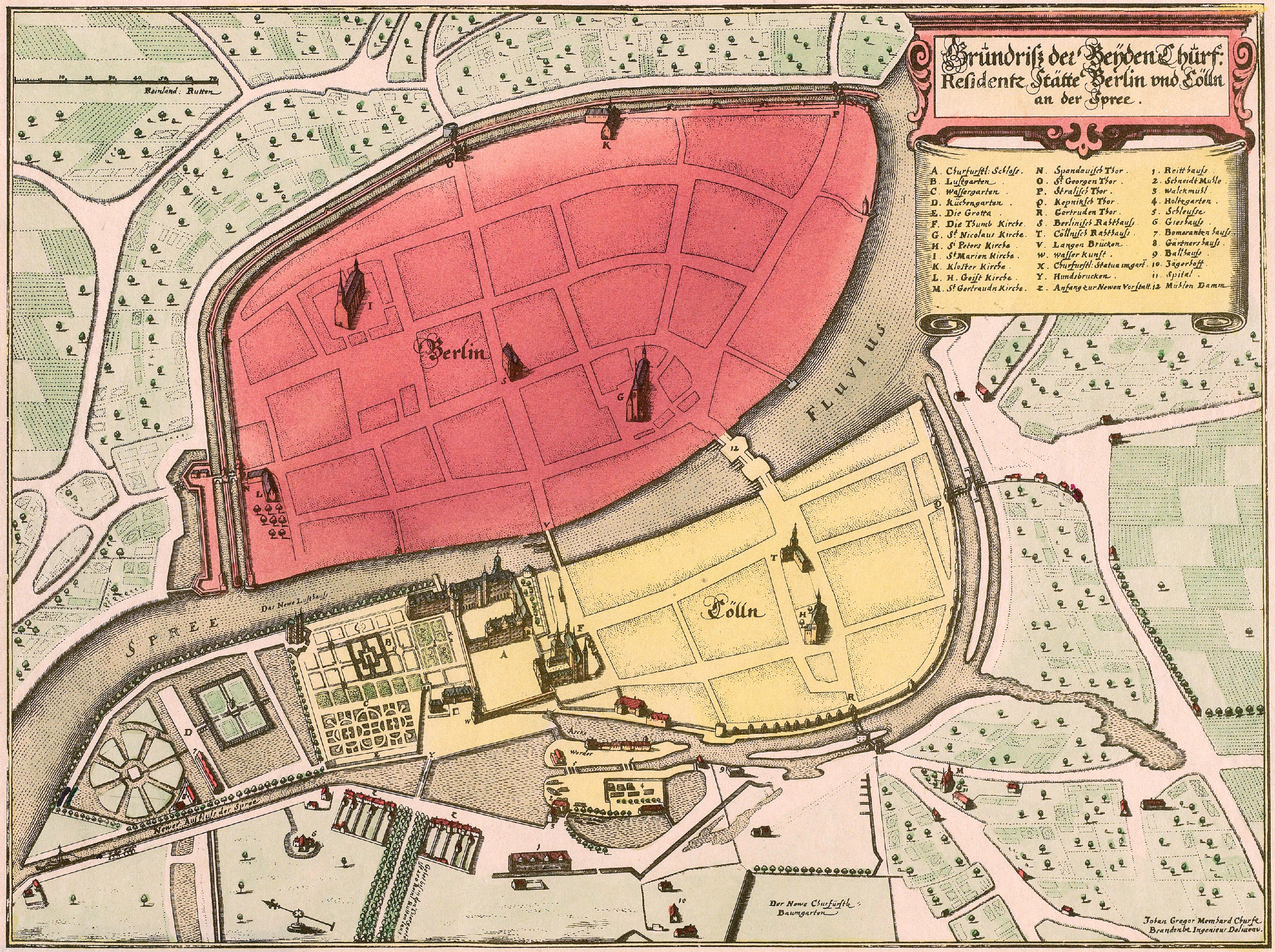
Le plan Memhardt de Berlin et Cölln (1652).

### France
- 1650-1658 : construction de l’hôtel de Lauzun dans l’île Saint-Louis à Paris, par Louis Le Vau[14].
- 1652-1660 : construction des pavillons du roi et de la reine au château de Vincennes par Louis Le Vau[15].

- 1653-1655 : début de l'aménagement des jardins à la française de Vaux-le-Vicomte par André Le Nôtre pour Nicolas Fouquet[16].
- 1653-1673 : reconstruction de l'hôtel de ville de Marseille[17]
- 1654-1657 : Antoine Le Pautre construit l’hôtel de Beauvais[18].

- 1655-1657 : balcon de l'hôtel de ville de Toulon, où Pierre Puget sculpte les Atlantes[19].
- 1655-1660 et 1665-1671  : reconstruction de l'hôtel de ville d'Aix-en-Provence sur les plans de l'architecte Pierre Pavillon[20].
- 1657-1661 : construction du château de Vaux-le-Vicomte par Louis Le Vau pour Nicolas Fouquet. Les jardins sont conçus par André Le Nôtre[21].

## Naissances
- 1650 : William Talman († 1719)
- 26 février 1651 : Jean Beausire († 20 mars 1743)
- 23 mai 1654 : Nicodème Tessin le Jeune († 10 avril 1728)
- 20 juillet 1656 : Johann Bernhard Fischer von Erlach († 5 avril 1723)
- 28 décembre 1657 : Domenico Rossi († 8 mars 1737)

## Décès
- 21 juin 1652 : Inigo Jones (° 15 juillet 1573)
- octobre 1652 : Clément Métezeau (° 6 février 1581)
- 13 janvier 1654 : Jacques Lemercier (° 1585)